# Hans Adolf af Slesvig-Holsten-Sønderborg-Nordborg
Hans Adolf, hertug af Slesvig-Holsten-Sønderborg-Nordborg (tysk: Johann Adolf; født 15. september 1576, død 21. februar 1624) var en af de mange afdelte sønderborgske hertuger. Han var første hertug af Slesvig-Holsten-Sønderborg-Nordborg fra 1622 til 1624.
Han var søn af Hertug Hans den Yngre af Slesvig-Holsten-Sønderborg. Ved arvedlingen efter faderens død i 1622 arvede han området omkring Nordborg på Als. Han døde ugift og blev efterfulgt af sin bror Frederik.

## Biografi
Hans Adolf blev født den 17. september 1576 i Sønderborg som syvende barn og femte søn af Hertug Hans den Yngre af Slesvig-Holsten-Sønderborg i hans første ægteskab med Elisabeth af Braunschweig-Grubenhagen. Hans den Yngre var en yngre søn af Kong Christian 3., der i 1564 ved arvedelingen efter faderens død havde fået tildelt nogle mindre dele af hertugdømmerne Slesvig og Holsten: Als, Sundeved, Ærø og Plön. Stænderne nægtede imidlertid at hylde og anerkende hertug Hans som regerende hertug på linje med sin bror Frederik 2. og onkler Hans den Ældre og Adolf. Hans den Yngre havde dermed ikke andel i den fælles regering og blev derfor betegnet som afdelt hertug.
Indtil Hans Adolf var 20 år gammel, blev han opdraget hos sin morbror Hertug Philip af Braunschweig-Grubenhagen. Derefter tog han på en større udlandsrejse til Tyskland, Italien, Malta, Nederlandene, Frankrig og England. Fra 1596 til 1597 studerede han i Rom.
I år 1600 gik han i krigstjeneste hos Morits af Oranien, hvor han deltog med hæder i Slaget ved Ostende. Herefter rejste han til Sverige for at gå i tjeneste hos Hertug Karl (den senere Karl 9.), der var gift med en gottorpsk prinsesse. Her blev han oberst og var fra 1601 til 1602 en kort tid guvernør i Svensk Livland. Derefter var han i kort tid i østrigsk tjeneste i kampen mod tyrkerne. I 1609 trådte han atter i svensk tjeneste, men forblev kun i Sverige et års tid, vel nærmest fordi Kalmarkrigen mod Danmark brød ud. I de følgende år opholdt han sig skiftevis ved forskellige slægtningers hoffer, indtil han ved faderens død i 1622 tiltrådte sin arv: Nordborg med Als Nørre Herred og Ballegård i Sundeved.
Han var forlovet med Maria Hedvig, en datter af Hertug Ernst Ludvig af Pommern-Wolgast. Hun døde imidlertid i 1606, før ægteskabet fandt sted, og Hans Adolf forblev ugift.
Hertug Hans Adolf døde den 21. februar 1624 i Nordborg. Han blev begravet i gravkapellet på Sønderborg Slot. På dødslejet solgte han Rumohrsgård, Østerholm og Mjelsgård til broderen Alexander af Sønderborg. Faderen havde imidlertid bestemt i sit testamente, at døde en af hans sønner uden arvinger, skulle dennes arvegods gå til sønnen Frederik, der ikke havde fået en gård ved arvedelingen. Christian 4. måtte mægle i striden, der endte med at Alexander beholdt Rumohrsgård, mens han måtte overdrage de andre gårde til Frederik.

## Eksterne links
- Hans den Yngres efterkommere